# Hessel Visser
Hessel Marius Visser ('s-Gravendeel, 24 december 1950) is een Nederlands ingenieur, logistiek adviseur en docent Nyenrode Business Universiteit, bekend van het standaardwerk Werken met logistiek uit 1994 geschreven met Ad van Goor.

## Loopbaan
Visser studeerde Werktuigbouwkunde en Economische Bedrijfstechniek aan de HTS te Dordrecht en verder aan de Technische Universiteit Delft bij de afdeling Werktuigbouwkunde, met als specialisatie Industriële Organisatie bij prof. ir. Jan in 't Veld. In deze tijd is hij ook student-assistent geweest bij Pierre Malotaux.
Van 1979 tot 1986 werkte hij bij vliegtuigbouwer Fokker in verschillende managementfuncties. Zo was hij hoofd stafbureau van de F-16-assemblage, productieleider vliegtuigsamenbouw en hoofd bedrijfsbureau en tussenmagazijnen. Van 1986 tot 1989 werkte hij als algemeen logistiek manager bij de instrumentenfabriek Enraf-Nonius te Delft.
Vanaf 1989 werkt Hessel Visser als docent en zelfstandig consultant werkend onder de naam Cologic. Tot 2005 werkte hij als docent aan de Hogeschool Rotterdam bij de opleiding Technische Bedrijfskunde. Van 2005 tot en met 2008 doceerde hij Logistiek aan NHTV internationaal hoger onderwijs Breda. Sinds 2000 geeft hij les aan de Nyenrode Business Universiteit in het vak Operations Management. Ook doceert Hessel Visser aan diverse andere instituten zoals de VU, de MBA-opleiding van de NCOI en European Masters in Logistics.
Hessel Visser is negen jaar bestuurslid geweest van de Vereniging Logistiek Management (VLM). Ook is hij twaalf jaar redacteur geweest van het Handboek Logistiek en het tijdschrift Logistiek Actueel. In 2012 kreeg Hessel Visser een Koninklijke onderscheiding en is benoemd tot Ridder in de Orde van Oranje-Nassau.

## Publicaties
Hessel Visser is auteur van enige boeken en verschillende artikelen. Een selectie:
- 1989. Handboek Logistiek. Met Walther Ploos van Amstel en Jan Tuijls (red.)
- 1994. Werken met logistiek: Supply chain management. Met Ad van Goor. Noordhoff Uitgevers (8e druk 2019). ISBN 978-90-01-89991-2 (gebonden)
- 2006. Logistics: Principles & Practice. Met Ad van Goor. Stenfert Kroese. ISBN 90-207-3304-4
- 2007. Beginnen met logistiek. Met Ad van Goor. Noordhoff Uitgevers. ISBN 978-90-01-10051-3
- 2013. Basisboek logistiek Met Ad van Goor Groningen: Noordhoff Uitgevers (3e druk 2021). ISBN 978-90-01-74997-2 (gebonden)